# Darren McGarvey
Darren McGarvey   (1984), també conegut com Loki, és un cantant de rap i escriptor escocès que va defensar el referèndum sobre la independència d'Escòcia el 2014.

## Trajectòria
McGarvey es va criar al barri obrer de Pollok, al sud de Glasgow. Entre 2004 i 2006, va escriure i va presentar vuit programes sobre les causes de la pobresa i el comportament antisocial per a BBC Radio Scotland. També va treballar amb l'organització juvenil Volition ensenyant als joves a rapejar i a explorar temes importants a través de la música i el llenguatge.
McGarvey va estudiar periodisme al Glasgow Clyde College. L'abril de 2016 va aparèixer al documental The Divide que tractava del seu alcoholisme i l'impacte en la seva vida. L'octubre de 2017, va denunciar la manca de suport a la classe treballadora i a les comunitats desfavorides de Creative Scotland, el principal organisme que finança les iniciatives artístiques d'Escòcia.
Poverty Safari de Loki va guanyar el Premi Orwell el 2018. El 2023 va ser escollit membre de la Royal Society of Literature.

## Obres

### Discografia
- Government Issue Music Protest (GIMP) (2014)[21][22]
- Trigger Warning (2017)[23]

### Literatura
- Poverty Safari: Understanding the Anger of Britain's Underclass, Luath Press, 2017. ISBN 9781912147038[5]
- The Social Distance Between Us: How Remote Politics Wrecked Britain, Ebury Press, 2022. ISBN 9781529104080[24]